# Lara Flynn Boyle
Lara Flynn Boyle (Davenport, 24 marzo 1970) è un'attrice statunitense.

## Biografia
Figlia di Michael L. Boyle e dell'attrice Sally Flynn, viene allontanata dalla madre per problemi economici. Inizia con ruoli marginali in film di grande successo come La recluta, mentre il successo arriva grazie a I segreti di Twin Peaks e al ruolo di Donna Hayward. Nel 1992, poiché troppo impegnata nelle riprese di altri film, rinuncia a interpretare Donna nel film Fuoco cammina con me, dando la possibilità a Moira Kelly di ottenere la parte da coprotagonista.
In seguito si è divisa tra cinema e televisione. Le sue pellicole più famose sono Red Rock West, Amici per gioco, amici per sesso, Delitto imperfetto e Men in Black II. Dal 1997 al 2003 interpreta Helen Gamble nel telefilm The Practice - Professione avvocati, dopo che David E. Kelley l'aveva scartata per il ruolo di Ally McBeal. L'attrice è apparsa inoltre anche in cinque episodi di Huff e in otto nella serie Las Vegas.

## Vita privata
Dopo che dal 1990 al 1992 ha avuto una relazione con Kyle MacLachlan, nel 1996 si è sposata con John Patrick Dee III, separandosi due anni dopo. Ha avuto relazioni con David Spade e Jack Nicholson. Il 18 dicembre 2006 è convolata nuovamente a nozze, con l'investitore immobiliare Donald Ray Thomas II.

## Filmografia

### Cinema
- Poltergeist III - Ci risiamo (Poltergeist III), regia di Gary Sherman (1988)
- Commissione d'esame (How I Got Into College), regia di Savage Steve Holland (1989)
- L'attimo fuggente (Dead Poets Society), regia di Peter Weir (1989)
- La recluta (The Rookie), regia di Clint Eastwood (1990)
- Destino trasversale (The Dark Backward), regia di Adam Rifkin (1991)
- L'impero del crimine (Mobsters), regia di Michael Karbelnikoff (1991)
- Nell'occhio del ciclone (Eye of the Storm), regia di Yuri Zeltser (1991)
- Red Rock West, regia di John Dahl (1992)
- Fusi di testa (Wayne's World), regia di Penelope Spheeris (1992)
- I dannati di Hollywood (Where the Day Takes You), regia di Marc Rocco (1992)
- Equinox, regia di Alan Rudolph (1993)
- Maledetta ambizione (The Temp), regia di Tom Holland (1993)
- Amici per gioco, amici per sesso (Threesome), regia di Andrew Fleming (1994)
- Baby Birba - Un giorno in libertà (Baby's Day Out), regia di Patrick Read Johnson (1994)
- Morti di salute (The Road to Wellville), regia di Alan Parker (1994)
- Cafe Society, regia di Raymond De Felitta (1995)
- The Big Squeeze, regia di Marcus DeLeon (1996)
- Red Meat, regia di Allison Burnett (1997)
- Stirpe criminale (Farmer & Chase), regia di Michael Seitzman (1997)
- Afterglow, regia di Alan Rudolph (1997)
- Happiness - Felicità (Happiness), regia di Todd Solondz (1998)
- Delitto imperfetto (Susan's Plan), regia di John Landis (1998)
- Chain of Fools, regia di Pontus Löwenhielm e Patrick von Krusenstjerna (2000)
- Speaking of Sex, regia di John McNaughton (2001)
- Men in Black II, regia di Barry Sonnenfeld (2002)
- Land of the Blind, regia di Robert Edwards (2006)
- Fwiends.com – cortometraggio (2006)
- Have Dreams, Will Travel, regia di Brad Isaacs (2007)
- Life Is Hot in Cracktown, regia di Buddy Giovinazzo (2009)
- Sesso, bugie e... difetti di fabbrica (Baby on Board), regia di Brian Herzlinger (2009)
- Cougar Hunting, regia di Robin Blazak (2010)
- Hansel e Gretel e la strega della foresta nera (Hansel & Gretel Get Baked), regia di Duane Journey (2013)
- Divano di famiglia (Mother, Couch), regia di Niclas Larsson (2023)

### Televisione
- Amerika – miniserie TV (1987)
- Sable – serie TV, 1 episodio (1987)
- Terror on Highway 91 – film TV (1989)
- Delitto al Central Park (The Preppie Murder), regia di John Herzfeld – film TV (1989)
- I segreti di Twin Peaks (Twin Peaks) – serie TV, 30 episodi (1990-1991) – Donna Hayward
- Una pillola per due (May Wine) – film TV (1991)
- The Hidden Room – serie TV, episodio (1991)
- Past Tense - Tempo passato (Past Tense) – film TV (1994)
- Giacobbe (Jacob), regia di Peter Hall – film TV (1994)
- Legend – serie TV, 1 episodio (1995)
- The Practice - Professione avvocati (The Practice) – serie TV, 116 episodi (1997-2003)
- Da quando te ne sei andato (Since You've Been Gone), regia di David Schwimmer – film TV (1998)
- Ally McBeal – serie TV, 2 episodi (2002)
- Crazy – film TV (2005)
- Huff – serie TV, 5 episodi (2004-2005)
- Las Vegas – serie TV, 8 episodi (2005-2006)
- Il mistero della porta accanto (The House Next Door) – film TV, regia di Jeff Woolnough (2006)
- Shades of Black: The Conrad Black Story – film TV (2006)

## Candidature
- Nel 2002 riceve una nomination ai Razzie Awards come peggior attrice non protagonista per la sua partecipazione in Men in Black II.

## Doppiatrici italiane
Nelle versioni in italiano delle opere in cui ha recitato, Lara Flynn Boyle è stata doppiata da:
- Giuppy Izzo ne I segreti di Twin Peaks, Poltergeist III - Ci risiamo
- Eleonora De Angelis in Nell'occhio del ciclone, Giacobbe
- Laura Boccanera in The Practice - Professione avvocati, Men in Black II
- Claudia Razzi in Chain of Fools, Afterglow
- Roberta Paladini in Delitto al Central Park
- Anna Cesareni ne La recluta
- Ludovica Marineo in Destino trasversale
- Monica Ward ne I dannati di Hollywood
- Stella Musy in Fusi di testa
- Emanuela Rossi in Equinox
- Antonella Rinaldi in Delitto imperfetto
- Ida Sansone in Maledetta ambizione
- Cristina Boraschi in Amici per gioco, amici per sesso
- Rosalba Caramoni in Morti di salute
- Emanuela Moschin in Happiness - Felicità
- Adele Pellegatta in Ally McBeal
- Laura Romano in Las Vegas
- Barbara Berengo Gardin in Land of the Blind
- Alessandra Korompay in Sesso, bugie e... difetti di fabbrica
- Loredana Nicosia in L'impero del crimine
- Barbara Castracane in Hansel e Gretel e la strega della foresta nera
- Chiara Colizzi in Divano di famiglia